# Alexander Doyle
Pour les articles homonymes, voir Doyle.
Alexander Doyle (né en 1857 à Steubenville et mort en 1922) est un sculpteur américain.
Il est connu pour ses monuments en marbre et en bronze de personnages historiques, dont des personnalités de la guerre de Sécession.

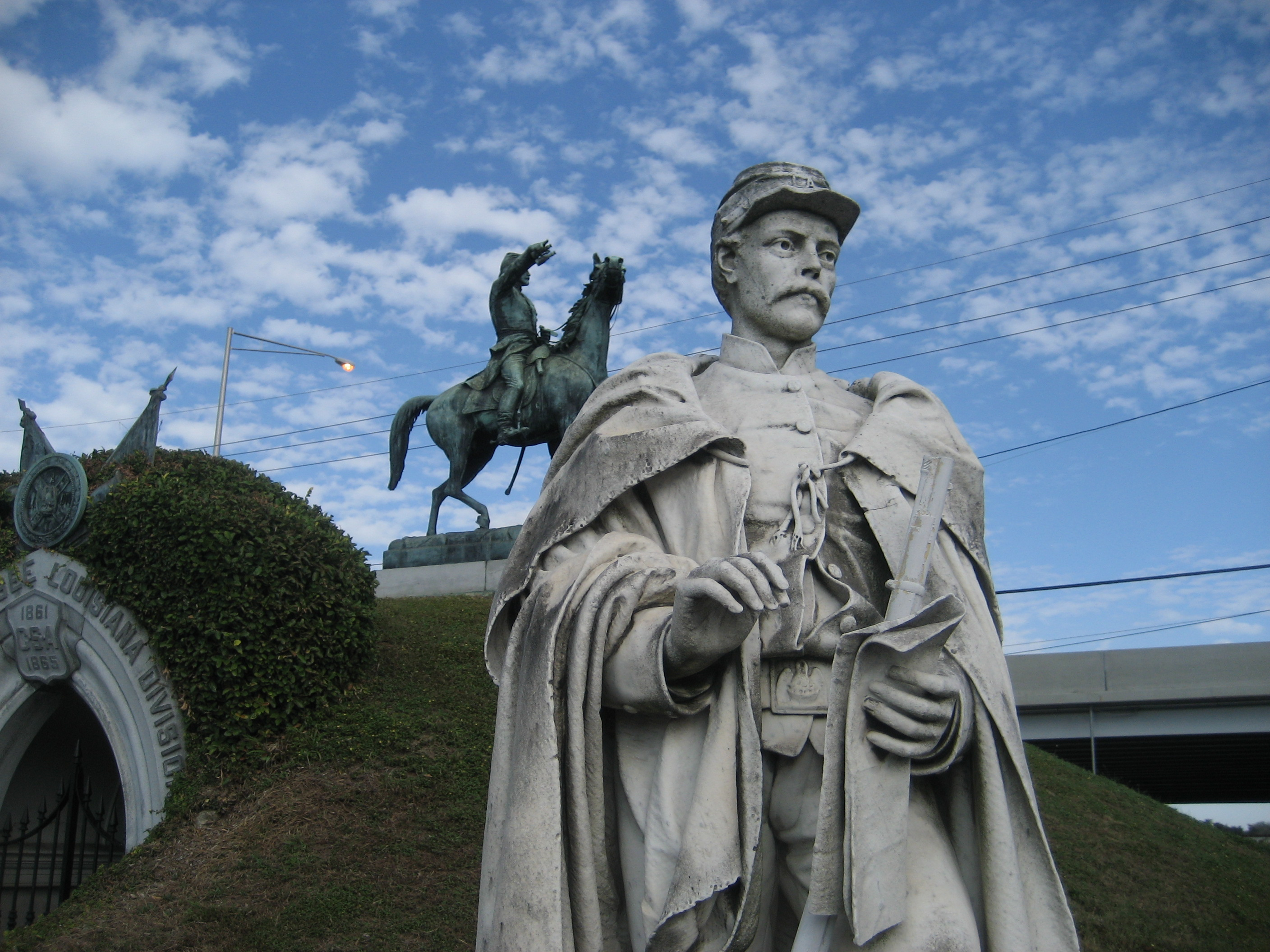
Confederate Soldier.
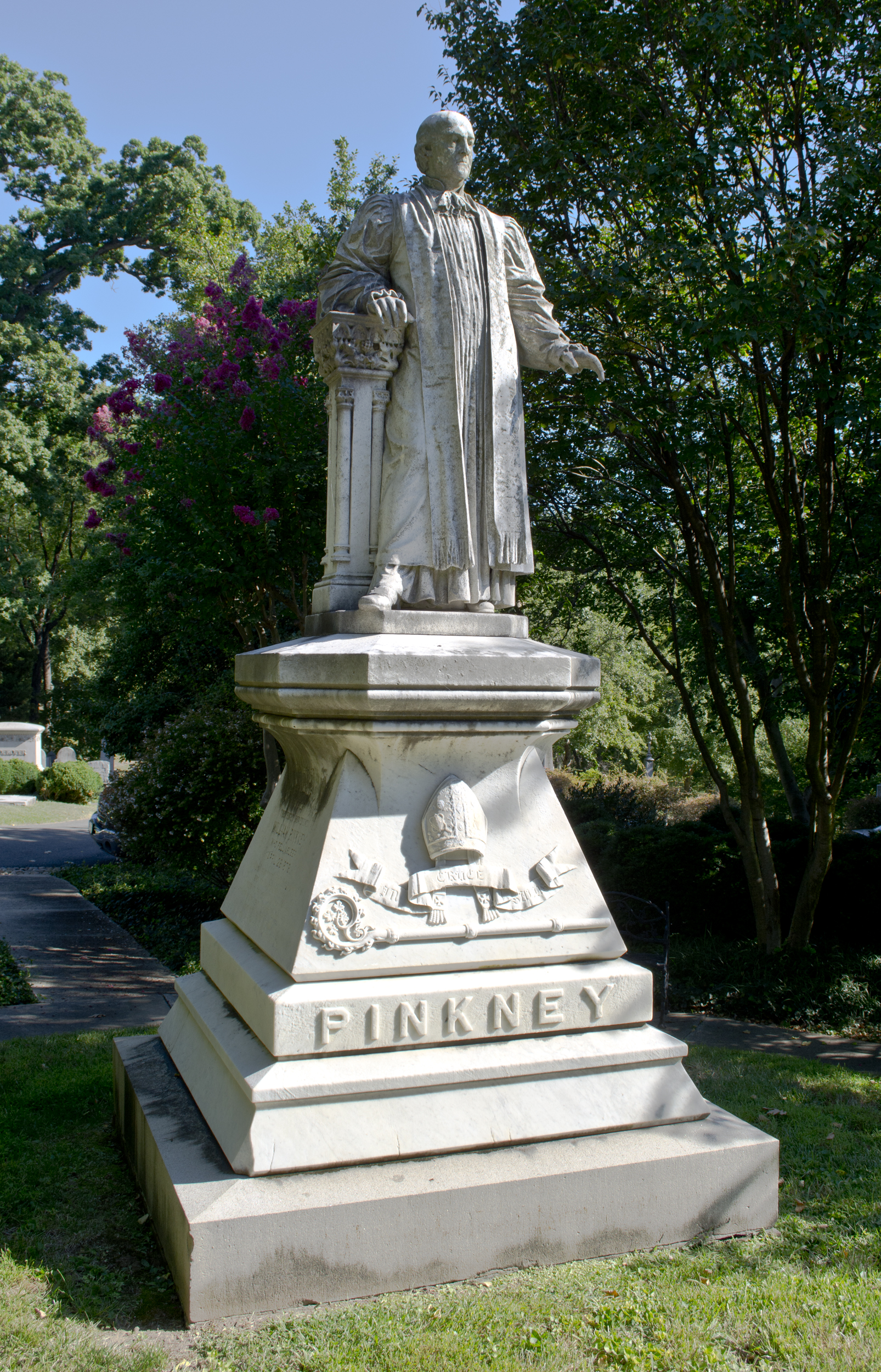
William Pinkney Funerary Monument.
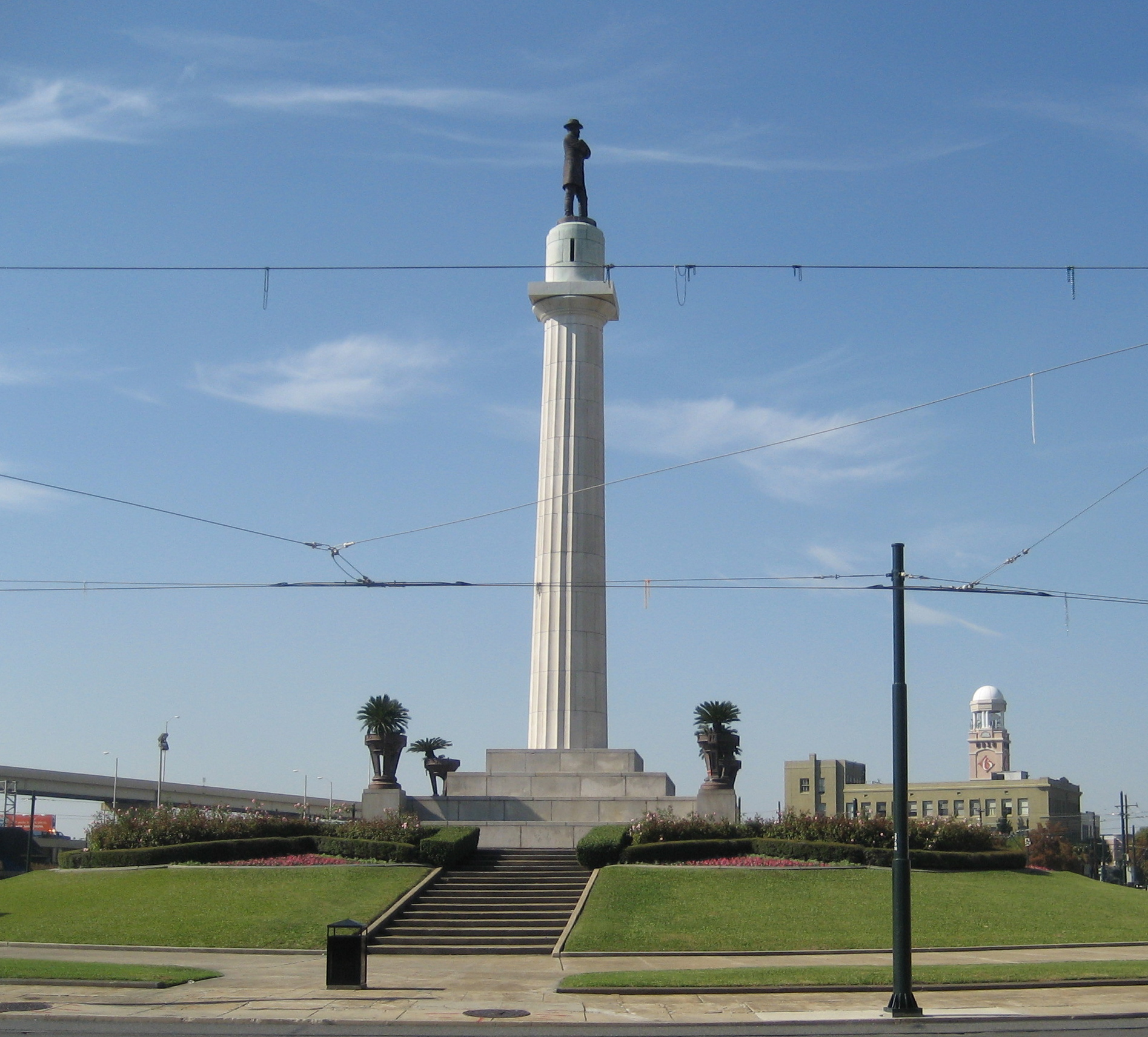
Robert E. Lee Monument.
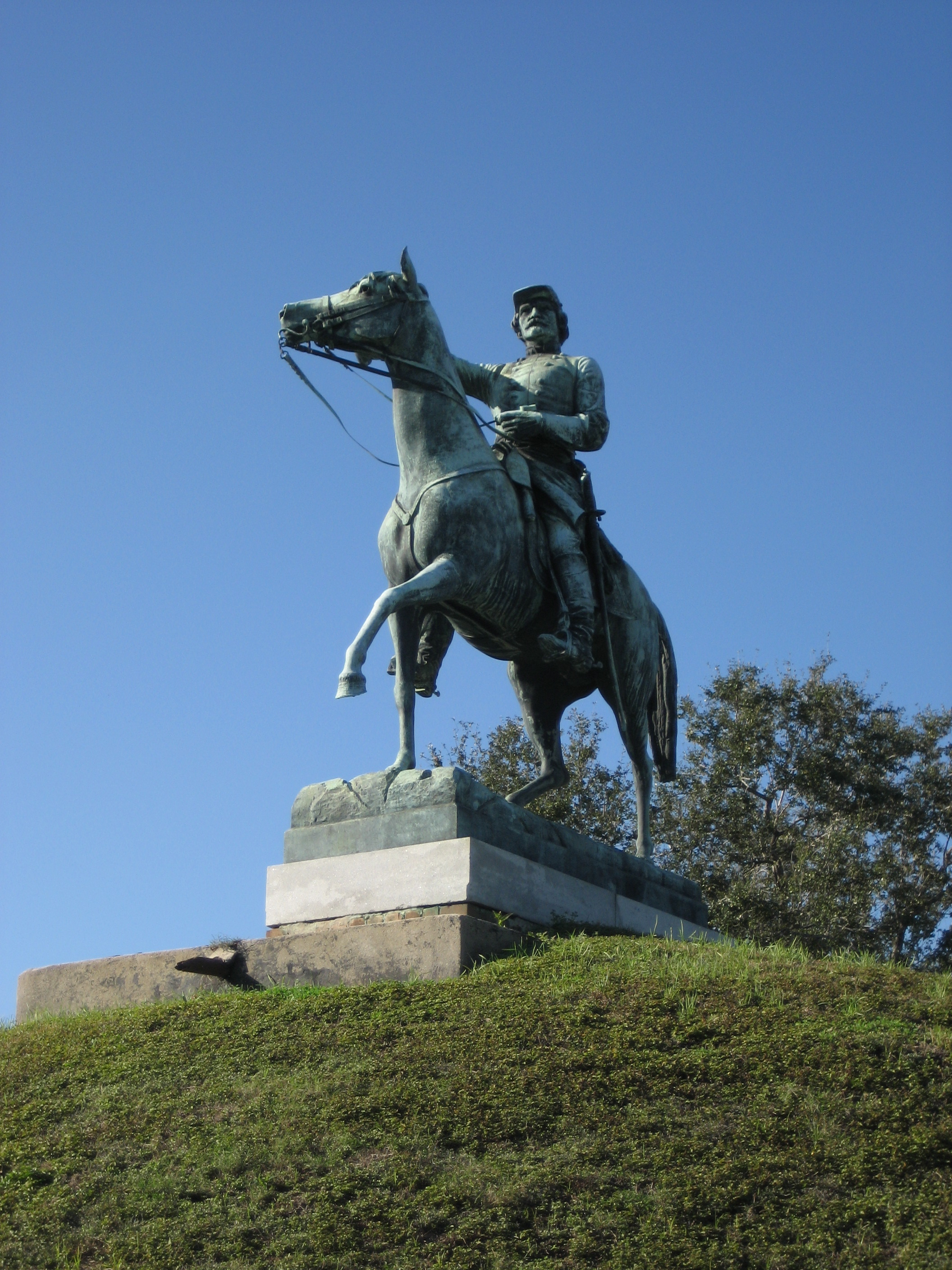
Statue équestre du général Albert Sidney Johnston.
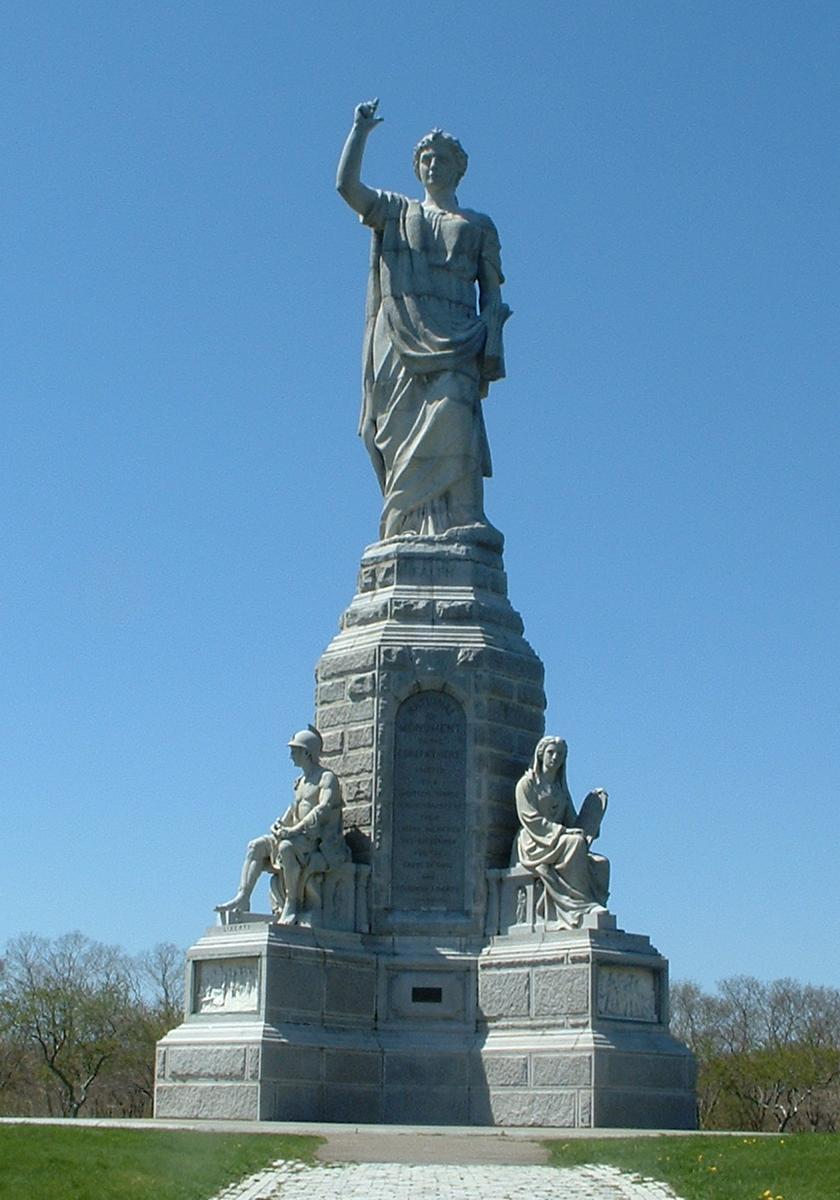
National Monument to the Forefathers (en).